# Contrières
Contrières és un municipi francès situat al departament de la Manche i a la regió de Normandia. L'any 2007 tenia 373 habitants.

## Demografia

### Població
El 2007 la població de fet de Contrières era de 373 persones. Hi havia 150 famílies de les quals 44 eren unipersonals (20 homes vivint sols i 24 dones vivint soles), 43 parelles sense fills, 55 parelles amb fills i 8 famílies monoparentals amb fills.
La població ha evolucionat segons el següent gràfic:
Habitants censats

### Habitatges
El 2007 hi havia 188 habitatges, 154 eren l'habitatge principal de la família, 28 eren segones residències i 6 estaven desocupats. 183 eren cases i 3 eren apartaments. Dels 154 habitatges principals, 114 estaven ocupats pels seus propietaris, 36 estaven llogats i ocupats pels llogaters i 4 estaven cedits a títol gratuït; 1 tenia una cambra, 11 en tenien dues, 16 en tenien tres, 39 en tenien quatre i 87 en tenien cinc o més. 123 habitatges disposaven pel capbaix d'una plaça de pàrquing. A 71 habitatges hi havia un automòbil i a 72 n'hi havia dos o més.

### Piràmide de població
La piràmide de població per edats i sexe el 2009 era:
| Homes | Edats   | Dones |
| ----- | ------- | ----- |
| 0     | 95 o +  | 0     |
| 0     | 90 a 94 | 0     |
| 0     | 85 a 89 | 0     |
| 0     | 80 a 84 | 4     |
| 12    | 75 a 79 | 20    |
| 8     | 70 a 74 | 8     |
| 12    | 65 a 69 | 20    |
| 4     | 60 a 64 | 4     |
| 8     | 55 a 59 | 8     |
| 12    | 50 a 54 | 4     |
| 16    | 45 a 49 | 8     |
| 8     | 40 a 44 | 12    |
| 20    | 35 a 39 | 20    |
| 8     | 30 a 34 | 8     |
| 8     | 25 a 29 | 0     |
| 12    | 20 a 24 | 8     |
| 4     | 15 a 19 | 4     |
| 12    | 10 a 14 | 8     |
| 16    | 5 a 9   | 16    |
| 4     | 0 a 4   | 12    |

## Economia
El 2007 la població en edat de treballar era de 236 persones, 185 eren actives i 51 eren inactives. De les 185 persones actives 168 estaven ocupades (93 homes i 75 dones) i 17 estaven aturades (6 homes i 11 dones). De les 51 persones inactives 28 estaven jubilades, 16 estaven estudiant i 7 estaven classificades com a «altres inactius».

### Ingressos
El 2009 a Contrières hi havia 153 unitats fiscals que integraven 382 persones, la mediana anual d'ingressos fiscals per persona era de 16.165 €.

### Activitats econòmiques
Dels 3 establiments que hi havia el 2007, 2 eren d'empreses de comerç i reparació d'automòbils i 1 d'una empresa de serveis.
L'any 2000 a Contrières hi havia 27 explotacions agrícoles que ocupaven un total de 660 hectàrees.

## Equipaments sanitaris i escolars
El 2009 hi havia una escola elemental integrada dins d'un grup escolar amb les comunes properes formant una escola dispersa.

## Poblacions més properes
El següent diagrama mostra les poblacions més properes.